# Гризодубова, Валентина Степановна
Валенти́на Степа́новна Гризоду́бова (27 апреля (10 мая) 1909, Харьков, Харьковская губерния, Российская империя — 28 апреля 1993, Москва) — советская лётчица, полковник (1943), участница одного из рекордных перелётов, участница Великой Отечественной войны, первая женщина, удостоенная звания Героя Советского Союза (1938), Герой Социалистического Труда (1986). Депутат Верховного Совета СССР 1-го созыва.

## Биография

### Ранние годы
Валентина Гризодубова — дочь изобретателя и лётчика Степана Васильевича Гризодубова. Родилась в Харькове 10 мая (по старому стилю 27 апреля) 1909 года. Её отец —- дворянин, потомственный почётный гражданин города Харькова, техник электромеханического ремесла, изобретатель и авиаконструктор, мать — женщина из крестьянской семьи, швея Надежда Андреевна Комаренко.
В доме Гризодубовых было два рояля, библиотека, доставшаяся в наследство от прадеда. Валентина с детства много читала, изучала немецкий и французский языки, занималась музыкой, пела вместе с матерью, обладавшей прекрасным голосом. Надежда Андреевна помогала Степану Васильевичу в самолётостроении, изготавливая из парусины обшивку для каркаса крыльев. Первые два собранные руками Степана Васильевича аэроплана отрывались от земли лишь на несколько секунд, а третий уверенно взлетел. Уже в два с половиной года Валентина поднялась в небо на отцовском аэроплане с харьковского аэродрома, привязанная к отцу ремнями.
В 14 лет она совершила первый полёт на планере в Коктебеле на слёте планеристов. На знаменитых Планерных слетах Валентина познакомилась с С.П. Королёвым.
После окончания средней школы и музыкального училища поступила в Харьковскую консерваторию по классу фортепиано и параллельно  в Харьковский технологический институт.

### Спортсменка аэроклуба
4 ноября 1928 года, будучи студенткой Харьковского технологического института, зачисляется в первый набор Харьковского Центрального аэроклуба. Окончила аэроклуб за три месяца. Для продолжения обучения лётному мастерству в Харькове не было возможностей, и Гризодубова, оставив институт, поступила в 1-ю Тульскую лётно-спортивную школу ОСОАВИАХИМа. В 1929 году поступила в Пензенскую школу лётчиков-инструкторов.
Занималась планёрным спортом.
С 1930 по 1933 год работала лётчиком-инструктором в Тульском аэроклубе «Добролёт», подготовив десятки молодых лётчиков. Среди её выпускников  — будущий дважды Герой Советского Союза Борис Сафонов.
Затем она стала инструктором лётной школы около подмосковной деревни Тушино.
В 1934—1935 годах была лётчиком агитэскадрильи имени М. Горького, базирующейся на Центральном аэродроме в Москве. Работая в эскадрилье, она облетела почти всю страну на различных типах самолётов того времени, агитируя девушек поступать в аэроклубы.
Летала над Памиром, Кабардино-Балкарией, Ферганской долиной. Вышла замуж за лётчика-испытателя В. А. Соколова. Осенью 1936 года у них родился сын Валерий, а 25 декабря того же года  «за активное участие в культурно-просветительской работе» в воинских частях она была удостоена первой своей государственной награды — ордена Трудового Красного Знамени.

### Рекорды

#### Значение и фиксация рекордов
Рекорды  в авиации 1930-х гг. считались вершиной лётного мастерства: пилоты разных стран соревновались, кто пролетит дальше всех, выше всех и быстрее всех.
Фиксация рекордов происходила на основе чётких алгоритмов действий.
- При посадке на аэродроме экипажу надлежало обратиться к местным спортивным комиссарам, которые должны были провести: осмотр пломб на бензиновых и масляных баках, пломб крепления приборов, пломб на приборах; заполнить «акт о посадке воздушного аппарата вдали от места старта» и «акт об освидетельствовании запломбированных баков после посадки». Затем следовало снять три запечатанных барографа и составить об этом акт, проставив время и номер по любому прибору, чей часовой механизм работал при посадке. Только после этого ход часовых механизмов всех барографов следовало остановить. Для окончания фиксации данных «один из спортивных комиссаров был обязан, захватив все акты и барографы, а также и путевой журнал, любым путём - как можно скорее - отправиться в Отдел Воздушного спорта Центрального Аэроклуба СССР» в московском Тушино.
- При посадке вне аэродрома экипаж составлял соответствующий акт с подписями не менее двух свидетелей - местных жителей, чьи личности удостоверялись представителями власти. Затем спортивных комиссаров следовало вызвать на место посадки телеграммой, по прибытии они регистрировали рекорд по алгоритму посадки на аэродром.
- При посадке «вне аэродрома ночью или в безлюдной местности» экипажу следовало составить акт времени и месте посадки, указать причины отсутствия свидетелей и ориентировочное   расстояние до ближайшего населённого пункта по карте. Добравшись до этого пункта, экипаж составлял «акт о времени обращения к свидетелям», а затем обеспечивал доставку свидетелей к месту посадки, дабы удостоверить нахождение самолёта в данное время и в данной точке. Затем к месту посадки надлежало вызвать телеграммой спортивных комиссаров, выполняющих свои обязанности по алгоритму.

Во время всех полётов штурманы вели путевые журналы, прилагавшиеся к пакету документов, направляемых в Международную авиационную федерацию в оригинале и в переводе на французский язык.

#### Полёты на дальность
В октябре 1937 года Гризодубова установила пять мировых авиационных рекордов для женщин на спортивных легкомоторных самолётах конструктора Яковлева, в том числе 24 октября 1937 года Гризодубова вместе с Мариной Расковой установили рекорд дальности по прямой (Москва — Актюбинск) среди лёгких самолётов 1-й категории.
За спортивные достижения лётчица была удостоена ордена Красной Звезды, который она получила в Кремле из рук М. И. Калинина.
В 1938 году Гризодубова решила побить женский мировой рекорд дальности полёта, составлявший 4 тыс. км и принадлежавший французским лётчицам. Поскольку преодолеть большее расстояние можно было только на бомбардировщике, но  на военных самолётах советские лётчицы ранее не летали, Гризодубова уговорила руководство доверить ей выполнение этой задачи,  остановив свой выбор на дальнем бомбардировщике АНТ-37 и предложив назвать его «Родина». В свой экипаж Валентина пригласила уже известную в то время лётчицу Полину Осипенко и штурмана Марину Раскову.
24-25 сентября 1938 года Гризодубова в качестве командира экипажа вместе с П. Д. Осипенко и М. М. Расковой совершила беспосадочный перелёт из Москвы на Дальний Восток, установив международный женский рекорд дальности полёта (за 26 часов 29 минут покрыто расстояние в 6450 км). После Урала прервалась радиосвязь с землёй, поэтому экипаж пролетел мимо Комсомольска-на-Амуре, где планировалась посадка и торжества. Когда бензина осталось на полчаса, Гризодубова решила садиться в тайге с убранными шасси и приказала Расковой прыгать с парашютом, так как кабина штурмана находилась в носовой части самолёта, и при вынужденной посадке возникала угроза для жизни этого члена экипажа. Самолёт приземлился на болота в верховьях таёжной реки Амгуни. Поиски самолёта велись активно, и экипаж всё-таки обнаружили с воздуха. Из села Керби вышел катер «Дальневосточный», и в верховьях реки Амгуни и был обнаружен экипаж. Раскова была найдена на десятый день.
За этот перелёт 2 ноября 1938 года членам экипажа было присвоено звание Героя Советского Союза с вручением ордена Ленина. После учреждения знака особого отличия 4 ноября 1939 года лётчицам были вручены медали «Золотая Звезда». Гризодубовой № 104, Расковой № 106. Медаль № 105 предназначалась Осипенко, но не была вручена в связи с гибелью лётчицы.
За перелёт на Дальний Восток Гризодубова, Осипенко и Раскова получили от руководства страны премии по 25 тысяч рублей каждая.

#### Мировые авиационные рекорды
| Дата          | Самолёт         | Экипаж                                                                                    | Класс                               | Наименование рекорда                         | Результат   |
| ------------- | --------------- | ----------------------------------------------------------------------------------------- | ----------------------------------- | -------------------------------------------- | ----------- |
| 07.10.1937    | УТ-1            | В. С. Гризодубова                                                                         | Класс С, 2-я категория, женский     | Скорость полёта на 100-км замкнутом маршруте | 218,18 км/ч |
| 09.10.1937    | УТ-1 гидро      | В. С. Гризодубова                                                                         | Класс С-бис, 2-я категория, женский | Скорость полёта на 100-км замкнутом маршруте | 190,88 км/ч |
| 09.10.1937    | УТ-2 гидро      | В. С. Гризодубова — лётчик; Е. Слобоженко — бортмеханик                                   | Класс С-бис, 1-я категория, женский | Скорость полёта на 100-км замкнутом маршруте | 200,00 км/ч |
| 15.10.1937    | УТ-2 гидро      | В. С. Гризодубова — лётчик; Е. Слобоженко — бортмеханик                                   | Класс С-бис, 1-я категория, женский | Высота полёта                                | 3267 м      |
| 24.10.1937    | АИР-12          | В. С. Гризодубова — лётчик; М. М. Раскова — штурман                                       | Класс С-бис, 1-я категория, женский | Дальность полёта по прямой                   | 1444,72 км  |
| 24—25.09.1938 | АНТ-37 «Родина» | В. С. Гризодубова — командир экипажа; П. Д. Осипенко — 2-й пилот; М. М. Раскова — штурман | Класс С, женский                    | Дальность полёта по прямой                   | 5908,61 км  |

Класс С — сухопутные самолёты (по классификации 1930-х годов).
Класс С-бис — гидросамолёты (по классификации 1930-х годов).
1-я и 2-я категория — самолёты с разным взлётным весом (как правило, малым).

### Работа в гражданской авиации
В 1939 году была назначена начальником Управления международных воздушных линий Гражданского воздушного флота (ГВФ) СССР. Училась в Ленинградском институте инженеров ГВФ.
Когда Гризодубова  возглавила Управление, в авиапарке было всего пять самолётов. При ней парк увеличился до 20 машин. Валентина Степановна проявила себя талантливым организатором и дипломатом, открыв первые регулярные авиарейсы в Европу: на Балканы, в Скандинавию, в Германию, Францию.
8 января 1940 года была открыта международная авиалиния Москва — Минск — Белосток — Кёнигсберг (Калининград) — Данциг (Гданьск) — Берлин, которую обслуживали «Аэрофлот» и «Дойче Люфтганза». Рейс был стыковочным: советские самолёты летали до Кёнигсберга, где пассажиры ночевали, а немецкие – до Берлина. На линии курсировали «Дугласы ДС-3» с ежедневной частотой, время в пути составляло 24 часа с учётом стыковок и ночёвки.

### На фронте
Во время Великой Отечественной войны, с марта 1942 года по октябрь 1943 года, командовала 101-м авиаполком Авиации дальнего действия. Это был первый случай, когда командиром мужского полка была назначена женщина.
На май 1943 года Гризодубова лично совершила около 200 боевых вылетов (в том числе 132 — ночных) на самолёте Ли-2 (дооборудованном под применение авиационных бомб калибром до 500 кг) на бомбардировку вражеских объектов, для доставки боеприпасов и военных грузов на передовую и для поддержания связи с партизанскими отрядами.
В 1943 году присвоено звание полковника.
В командовании авиации были мужчины, некоторые из них ревниво относились к работе Гризодубовой. В письме мужу с фронта в 1943 году она сообщала: «…Если бы они могли, то просто съели бы меня живьём! Косность, дикое мужское самолюбие! Нужно еще много, много лет, чтобы наша партия вытравила эти пережитки капитализма из мужского мозга. Если «баба» взялась не за своё дело. Если (еще больший грех для неё) она имеет здравый ум, видит безобразия и прямо говорит об этом, то принимаются все меры и создаются условия, чтобы она сама отказалась от всего и ретировалась к домашнему очагу. Причём все это делается с любезной улыбкой…»
За всю войну командир мужского авиаполка  была удостоена только Ордена Отечественной войны. Полк получил почётное наименование гвардейского, а после боёв под Ленинградом стал именоваться «Красносельским». Когда в списке представленных к медали «За оборону Ленинграда» не оказалось командира, лётчики отказались принимать медали. Конфликт разрешился после личного визита командира корпуса Виктора Ефимовича Нестерцева, который вручил медаль Гризодубовой, и тогда её подчинённые согласились на вручение наград.
Эти обстоятельства вынудили Валентину Степановну в 1944 году обратиться напрямую к Верховному Главнокомандующему, что командующий Авиацией дальнего действия СССР А. Е. Голованов трактовал в своих мемуарах как жалобу лично на него. Из архивных документов явствует, что обращения Гризодубовой и Голованова  в ЦК ВКП(б) датированы одним и тем же днём: вероятно, Голованова оповестили о содержании письма Гризодубовой и её обращение к Сталину передали вторым, поставив её тем самым в невыгодное положение.

В результате проведённого расследования жалоба Валентины Степановны была признана необоснованной, после чего Гризодубову вывели из состава Авиации дальнего действия, а её  полк через несколько месяцев был преобразован в 31-й гвардейский бомбардировочный полк.

### После войны
С 1946 года полковник В. С. Гризодубова в запасе. После демобилизации из Советской Армии долгое время работала заместителем начальника НИИ-17 (позднее — Институт приборостроения, в настоящее время — Концерн радиостроения «Вега») по лётной части. Её подразделение проводило испытания радиоэлектронной аппаратуры для Военно-воздушных сил и гражданской авиации. Она лично принимала участие в полётах по испытанию и доводке разрабатываемого в НИИ-17 радиолокационного оборудования.
Интерес к испытаниям радиолокационной техники передался Валентине Степановне от отца, который ещё в 1930-е годы обратился к электронике. А во время Великой Отечественной войны в районе населенного пункта Городок (Белоруссия) немцы использовали радиолокаторы, чтобы сбить шесть самолетов полка Гризодубовой. Поэтому Валентина Степановна хорошо понимала, как важна авиационная военная электроника.
В 1963 году по личной инициативе Гризодубовой был создан уникальный Научно-исследовательский лётно-испытательный центр (НИЛИЦ) на аэродроме Солнцево, который она возглавила.
В 1972 году Гризодубова вернулась в Институт приборостроения на должность заместителя начальника, где проработала до 1993 года. В 1986 году она была удостоена звания Героя Социалистического Труда.

### Общественная деятельность
В 1937 году Валентина Степановна вместе с Михаилом Громовым, Георгием Байдуковым и Валерием Чкаловым была избрана депутатом Верховного Совета СССР 1 созыва (1937—1946). Как вспоминала её помощник Надежда Виноградова, "как депутат Валентина Степановна получала огромное количество писем. В Президиуме Верховного Совета СССР говорили: больше всех! На многих конвертах было написано «Москва. Сталину и Гризодубовой». Десятки людей приходили к ней прямо домой. Валентина Степановна звонила своей маме и говорила: «Бедные люди, надо помочь, чем можно — покормите, оденьте, а я пока буду добиваться…».
В 1941 году вступила в ВКП(б).
Возглавляла Антифашистский комитет советских женщин (1941—1945). В её обращении в секретариат ВКП(б) от 23 апреля 1945 г. подчёркивалось: «Искренний и глубокий интерес широких женских масс к жизни женщин Советского Союза прекрасно учитывается буржуазными женскими организациями и такими влиятельными лицами, как Элеонора Рузвельт,<…> Клементина Черчилль. Их общая тактика заключается в том, чтобы брать на себя инициативу дружеских связей с АКСЖ и выдавать себя за истинных представительниц женщин своей страны, <…> вместе с тем держать под своим контролем информацию о Советском Союзе». Гризодубова считала, что АКСЖ должен выступить с инициативой создания международной организации женщин, которая позволила бы «использовать расслоение <…> и завладеть инициативой в левых демократических организациях». Эта инициатива была проявлена при создании Международной демократической федерации женщин, собравшейся на свой первый конгресс в Париже 1 декабря 1945 года.
В 1942 году Гризодубова вошла в Комиссию по учёту и охране памятников, созданную при Комитете по делам искусств СНК СССР под председательством секретаря ВЦСПС Н. И. Шверника. В состав комиссии входили также секретарь ЦК ВКП(б) А. А. Жданов, митрополит Николай, академики Н. Н. Бурденко, Б. Е. Веденеев, Т. Д. Лысенко, Е. В. Тарле, И. П. Трайнин, писатель А. Н. Толстой.
Член комиссии по расследованию злодеяний немецко-фашистских захватчиков (1942).

### Личные качества
В. С. Гризодубова, используя свою известность и знакомства в высших кругах, неоднократно ходатайствовала в защиту людей, пострадавших от репрессий. В частности вместе с прославленным лётчиком М. М. Громовым она вступилась за С. П. Королёва, будущего создателя советской космической программы, — во многом благодаря их усилиям его перевели из лагеря на Колыме в ЦКБ-29.
Гризодубова всю жизнь старалась помогать коллегам в профессиональной работе. Среди тех, кого она опекала, — авиаконструктор Андрей Туполев, поэт Сергей Городецкий, изобретатель Лев Термен, лётчик-испытатель Марк Галлай, летчик-космонавт СССР Светлана Савицкая, лётчик-испытатель-космонавт СССР Игорь Волк и многие другие.
В «Записках штурмана» Марина Раскова вспоминала, что для Валентины Гризодубовой было характерно умение красиво одеваться и следовать моде. Даже на лётном поле она могла появиться в туфлях на каблуке, красивом пальто и модной шляпке.
После полёта на АНТ-37 «Родина» всем лётчицам были предоставлены квартиры на улице Горького в Москве. Раскова и Осипенко переехали, а Гризодубова поменялась квартирами с начальником Военно-воздушной академии им. Н. Е. Жуковского Зиновием Померанцевым, оставшись жить в профессорском корпусе данной академии. На предложение сменить жильё на более комфортное и просторное в доме, где селились крупные функционеры ЦК КПСС, она неизменно отказывалась: «Ко мне в день по сто человек приходит. Чтобы они там анкету при входе заполняли? Не надо мне этого!».

### Смерть
Валентина Степановна Гризодубова умерла на 84-м году жизни 28 апреля 1993 года в Москве, похоронена на Новодевичьем кладбище (участок 11).

### Семья
Отец — Гризодубов, Степан Васильевич. Мать — Гризодубова (Комаренко) Надежда Андреевна.
Супруг — Соколов Виктор Александрович (8 ноября 1909, Тула , Российская империя — 1974, Москва, СССР) — лётчик-испытатель. На военную службу призван 19 марта 1932 года, в 30-е годы — летчик-испытатель завода № 1. В 1939 году перегнал в Комсомольск-на-Амуре, а затем в Москву АНТ-37 «Родина», на котором В. С. Гризодубова совершала беспосадочный перелет на Дальний Восток. Во время Великой Отечественной войны — командир 832-го истребительного авиационного полка 315-й истребительной авиационной дивизии 15-й воздушной армии 2-го Прибалтийского фронта. С 8 февраля 1949 года — в запасе, в отставку вышел в звании полковника. В послевоенное время — на летно-испытательной работе на авиазаводе № 82 (Тушино).
Сын — Соколов Валерий Викторович (1936—1986), двое детей.

## Награды и звания
- Звание Героя Советского Союза (2 ноября 1938 года) медаль «Золотая Звезда» № 104;
- звание Героя Социалистического Труда (6 января 1986 года);
- два Ордена Ленина (1938, 1986);
- два Ордена Отечественной войны 1-й степени (1945, 1985);
- орден Октябрьской Революции;
- орден Трудового Красного Знамени (1936);
- орден Красной Звезды (19.12.1937) — «за отличное овладение авиационной техникой».
- Медали, в том числе:
  - медаль «Партизану Отечественной войны» 1-й степени;
  - медаль «За победу над Германией в Великой Отечественной войне 1941—1945 гг.»;
  - юбилейная медаль «Двадцать лет Победы в Великой Отечественной войне 1941—1945 гг.»;
  - юбилейная медаль «Тридцать лет Победы в Великой Отечественной войне 1941—1945 гг.»;
  - юбилейная медаль «Сорок лет Победы в Великой Отечественной войне 1941—1945 гг.».
- Почётный гражданин города Пенза (1965).

## Память

### Россия

Памятник на Новодевичьем кладбище Москвы

- Улицы Гризодубовой есть в Москве[20], Хабаровске, Владивостоке, Георгиевске, Екатеринбурге, Жуковском, Заволжье, Зеленоградске, Кургане, Новоалтайске, Новосибирске, Омске, Павлове, Смоленске, Ставрополе, Сузуне, Ростове-на-Дону, Якутске, Шарья (Костромская область), Грязях (Липецкая область), посёлке Петряевке (Нижегородская область), Ленинск-Кузнецком (Кемеровская область), Черемхово (Иркутской области), Чапаевск (Самарская область),Смоленске.
- В поселке Воротынск, Калужской области, на территории школы МКОУ СОШ №1 им. М. И. Воротынского, высажена аллея сирени в честь героя Советского Союза - Валентины Степановны Гризодубовой
- В Москве на Кутузовском проспекте у входа в Московский научно-исследовательский институт приборостроения (дом 34, ныне Концерн радиостроения «Вега») 1 сентября 2000 года установлен памятник Гризодубовой работы скульпторов Салавата Щербакова и Фёдора Викулова.
- В Пензе, возле здания ДОСААФ (ул. Коммунистическая, 30) 31 октября 2018 года открыт бюст В. С. Гризодубовой, скульптор Салават Щербаков.
- В Село имени Полины Осипенко (Хабаровский край) 2 июня 2016 года установлена мемориальная доска В. С. Гризодубовой.
- Школа № 185 города Москвы носит имя Валентины Степановны Гризодубовой. В школе открыт музей Валентины Степановны Гризодубовой[21].
- В Москве на доме 44 по Ленинградскому проспекту, где она жила, установлена мемориальная доска.
- В Кургане установлена мемориальная доска по адресу ул. Гризодубовой, 2б.
- В Комсомольск-на-Амуре установлена Мемориальная доска В.С. Гризодубовой, П.Д. Осипенко, М.М. Расковой по адресу ул. Кирова, 49.
- Имя Гризодубовой носит авиапредприятие ОАО «Лётные испытания и производство», расположенное в Жуковском.
- Имя Валентины Гризодубовой было присвоено 103-му гвардейскому Красносельскому Краснознамённому военно-транспортному авиационному полку, который дислоцировался в Смоленске, но в октябре 2009 года был расформирован, а боевое знамя и исторический формуляр переданы на авиационную базу в Оренбурге.
- В 2010 году в честь Гризодубовой была выпущена почтовая марка России.
- 24 сентября 1973 года, когда отмечалось 35-летие беспосадочного перелёта на самолёте АНТ-37 «Родина» по маршруту Москва — Дальний Восток, в Село имени Полины Осипенко (Хабаровский край), на пересечении улиц Амгуньская и Школьная, открыт обелиск в честь женского экипажа — гранитное крыло, устремлённое в небо.
- 24 апреля 2020 года у самолёта АН-12 ермолинского аэродрома (Калужская область, Боровский район) был установлен памятник лётчице Валентине Гризодубовой.
- Памятная медаль В. С. Гризодубовой, учрежденная Общероссийской общественно-государственной организацией «Союз женщин России»

### Украина
- Улица и переулок Гризодубовой есть в Мелитополе, также улицы Гризодубовой есть в Снежном, Запорожье, Черкассах, Сумах, Кривом Роге, Луцке, Донецке, Белой Церкви, Макеевке, Харькове и Мариуполе.
- Имя Гризодубовой носит Харьковский аэроклуб Общества содействия обороне Украины.
- Музей Гризодубовых расположен в Харькове в квартире на первом этаже трехэтажного дома, где они жили — ул. Мироносицкая, 54Б. При тушении пожара на чердаке дома в 2008 году помещение музея пострадало от воды, и на протяжении двух лет музей не функционировал. Тем не менее это не помешало сотрудникам музея подготовить и провести в Харькове 22 мая 2009 года научную конференцию «Гризодубовский след в истории авиации», приуроченную к 125-летию со дня рождения С. В. Гризодубова и 100-летию со дня рождения В. С. Гризодубовой, а также издать сборник материалов этой конференции (вышел в 2010 году). В настоящее время помещение музея отремонтировано, готовится новая экспозиция.

### Белоруссия
- Улица Гризодубовой есть в Минске.

### Казахстан
- Улица Гризодубовой есть в Алма-Ате.

### В филателии

Почтовый конверт и марки
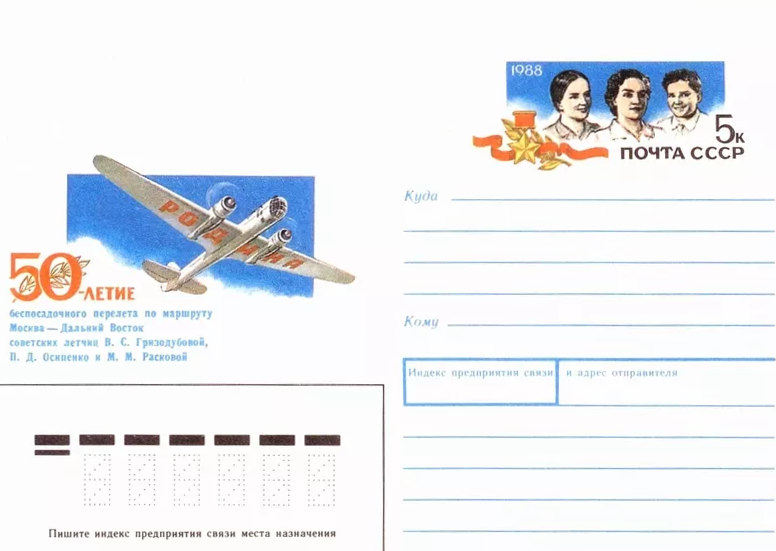
Почтовый конверт СССР: 50-летие полёта Москва — Дальний Восток
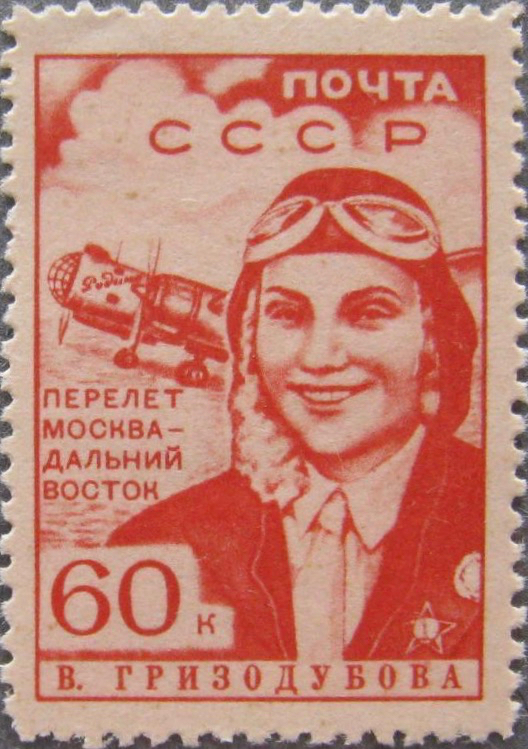
Почтовая марка СССР
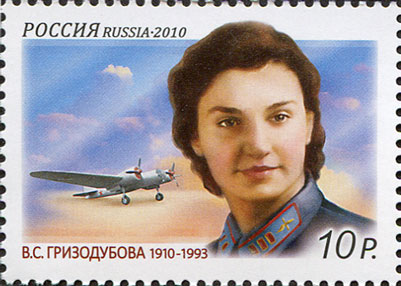
Почтовая марка России